# Lil Peep
Gustav Elijah Åhr (Allentown, Pensilvania; 1 de noviembre de 1996-Tucson, Arizona; 15 de noviembre de 2017), conocido artísticamente como Lil Peep, fue un rapero estadounidense. Se hizo muy conocido por tener un fuerte estilo emocional en sus canciones. Fue miembro del colectivo de emo rap GothBoiClique. Ayudando a ser pionero en un estilo de renacimiento emo del rap y el rock, Lil Peep ha sido acreditado como una figura destacada de la escena del emo rap de mediados y finales de la década de 2010 y se convirtió en una inspiración para los marginados y las subculturas juveniles.
Gustav se mudó a California a sus 17 años, donde grabó sus primeros álbumes de estudio. Mientras que sus mixtapes exploraban emo, trap, lo-fi y rock alternativo, su álbum de estudio debut, Come Over When You're Sober, Pt. 1 (2017), fue una transición hacia el pop punk y el rap rock. Su segundo álbum, Come Over When You're Sober, Pt. 2 (2018), fue un éxito comercial y crítico, debutando en el número cuatro en el Billboard 200. Su documental, Everybody's Everything, se estrenó en 2019.

## Biografía
Nació en Pensilvania y se crio en Long Island. Su madre, Liza Womack, era maestra de primer grado; y su padre,Johan Åhr, profesor de universidad. Se divorciaron cuando él tenía catorce años. Asistió a la secundaria en la Long Beach High School de Lido Beach (Nueva York), a donde rara vez asistió a clase a pesar de tener buenas calificaciones. Al pasar los años, abandonó los estudios para tomar cursos en línea y obtener su diploma debido a que sufría acoso escolar. Sufría de depresión y ansiedad, solía encerrarse en su habitación, manteniendo escasas relaciones sociales. Cuando cumplió diecisiete años se mudó a Echo Park (Los Ángeles), donde grabó y produjo la mayor parte de su trabajo comercial. Tenía ascendencia sueca, alemana e irlandesa.
Gustav mostró interés por la música y la moda desde su adolescencia. Mostró pronto afición a los tatuajes; el primero que se hizo fue a los catorce, este tenía el día de nacimiento y las iniciales de su madre. Hacía referencia a su adicción a la cocaína, al éxtasis y al Alprazolam en las letras de sus canciones y en sus redes sociales, donde se describió a sí mismo como un adicto y aconsejó a sus seguidores evitar el consumo de drogas.

## Carrera musical
En 2015, lanzó su primer mixtape llamado LiL Peep Part One, que generó 40 mil reproducciones en la primera semana, ganando popularidad con la canción "Star Shopping". La popularidad de Lil Peep siguió creciendo después de lanzar "Beamer Boy", que lo llevó a actuar en directo por primera vez el 13 de febrero de 2016 en Tucson (Arizona) junto al colectivo de raperos y productores Schemaposse. Poco después, lanzó su primer EP en solitario, Feelz y otro mixtape titulado Live Forever. 
En 2016, lanzó Crybaby junto a miembros de la banda GothBoiClique (GBC), y en septiembre de ese mismo año fue lanzado Hellboy, y su carrera se consolidó con canciones como "Girls" junto a Horsehead, y "OMFG" recaudando millones de reproducciones en los portales SoundCloud y YouTube, que incluso lo llevó a realizar su primera gira en solitario por Estados Unidos llamada The Peep Show desde abril hasta mayo de 2017.
En mayo de 2017, una banda lo acusó de infracción de copyright por incluir una parte de la canción "LoveLetterTypewriter", cuyo uso no estaba autorizado, en su canción "Hollywood Dreaming". Gustav comentó que solo demostraba algo de su amor con la muestra. El 2 de junio de 2017, anunció su álbum, Come Over When You're Sober, en su cuenta de Instagram. Este álbum quedaría en lanzarse el 11 de agosto de 2017, pero se retrasó y el álbum salió a la luz el 15 de agosto de 2017. Después, Gustav anunció su gira para promocionar el álbum que comenzó el 2 de agosto de 2017 y finalizaría el 15 de noviembre de 2017 tras su fallecimiento. A la hora de su muerte, el repertorio del artista constaba de 19 álbumes, EPs, mixtapes y alrededor de noventa sencillos entre 2014 y 2017.
Después de su fallecimiento, se han lanzado once álbumes más: Come Over When You're Sober, Pt. 2 (2018), Goth Angel Sinner (2019), Everybody's Everything (2019), además de ocho re-lanzamientos de EPs, mixtapes y sencillos publicados entre 2015 y 2017.

## Estilo musical
Un crítico musical de Nueva York, Jon Caramanica, definió a Gustav como el Kurt Cobain del rap, y describió su música como emocional y diabólicamente melódica. Las letras de Gustav hablaban sobre la depresión, el consumo de drogas, relaciones pasadas y pensamientos de suicidio. A lo largo de su carrera, Lil Peep era muchas veces mencionado como un rapero de SoundCloud. Antes del lanzamiento de su primer álbum, mencionó a Kurt Cobain, David Bowie, Frank Ocean y Riff Raff como sus inspiraciones. Otras influencias fueron Ghostemane, Red Hot Chili Peppers, Linkin Park, Crystal Castles, SebastiAn, Seshollowaterboyz, Rozz Williams, Blink-182, My Chemical Romance y Panic! At The Disco.

## Lanzamientos póstumos
Después de la muerte de Gustav, el sencillo "Awful Things" del álbum Come Over When You're Sober, Pt. 1, se convirtió en su primera entrada en el Billboard Hot 100 en el número 79.
Debido a la gran cantidad de tiempo que Gustav le dedicaba a la música, muchas canciones fueron finalizadas después de su muerte. El primer lanzamiento póstumo fue "16 Lines" el cual fue publicado 24 horas después del fallecimiento. El 12 de enero del 2018, Marshmello lanzó una colaboración titulada "Spotlight" y el vídeo oficial fue lanzado el 12 de febrero de 2018. El 27 de enero de 2018 el rapero de Souncloud, Teddy, publicó una canción en colaboración con Lil Peep llamada "Dreams & Nightmares". El 15 de febrero de 2018, también fue lanzado "Got Em Like" lanzada por Juicy J junto a Wiz Khalifa y Lil Peep, en la plataforma YouTube. El 19 de septiembre, su madre, junto a la de XXXTentacion sacaron de manera póstuma el sencillo "Falling Down". Esta nueva versión alcanzó el número 13 en la lista Billboard Hot 100 de los EE. UU., convirtiéndose en el sencillo con la lista más alta de Lil Peep en el país. El sencillo ha sido certificado Platino por la Asociación de la Industria de Grabación de América (RIAA). También, el 13 de mayo de 2018, el sencillo póstumo "4 Gold Chains", en colaboración con Clams Casino, fue publicado en Apple Music, iTunes, SoundCloud, Spotify y Tidal, incluyendo un vídeo musical, el cual fue publicado en Youtube y Apple Music. La canción fue revelada al público en el Rolling Loud Festival y justo después el vídeo estaba disponible en la plataforma de YouTube. Posteriormente, el 31 de octubre de 2019, fue lanzado un EP de 3 canciones llamado "Goth Angel Sinner".
El 14 de noviembre de 2019 salió su álbum "Everybody's Everything", que tiene colaboraciones con Lil Tracy, Diplo, Gab3, Era, Rich The Kid y ILoveMakonnen, en 19 canciones diferentes.
El 10 de junio de 2020 fue relanzado el mixtape "Crybaby" en más plataformas digitales (el mixtape original fue lanzado en 2016), con colaboraciones que incluyen a Lil Tracy, Cold Hart y Wicca Phase Springs Eternal, que trae 10 canciones. 
La portada de álbum “Cry Baby” fue diseñada por Nicholas Everitt, quien conoció a Gus por una canción recomendada en SoundCloud, concretamente la de “Your Eyes”, y se convirtió en fan del artista. Tiempo después le hizo un fanart, y Peep se emocionó mucho por ello. Posterior a esto, Lil Peep estaba buscando a un diseñador de playeras, y Nicholas Everitt se ofreció para ello, e inspirándose en sus tatuajes de la cara, diseñó tanto camisetas como el logo del álbum de “Cry Baby”.
El 25 de septiembre de 2020 fue relanzado el mixtape "Hellboy" (el mixtape original fue relanzado en 2016), con colaboraciones de Horse Head, KirbLaGoop y Lil Tracy con 16 canciones (incluyendo a "Drive By" siendo incluida en el relanzamiento de 2020).

## Carrera de modelaje
Durante el circuito de la semana de la moda masculina de primavera / verano de 2017, Peep se convirtió en un modelo habitual de primera fila en espectáculos con Balmain, Fendi y Haider Ackermann. El artista también hizo su debut en la pasarela, caminando en las presentaciones de pasarela de Marcelo Burlon y VLONE. Poco después, continuaría obteniendo extensiones en GQ, V Magazine y Paper (revista).

## Vida personal
Lil Peep fue sincero sobre las luchas con su depresión, angustia y uso de drogas. Se declaró bisexual en una publicación de Twitter el 8 de agosto de 2017. Se dirigió a Twitter para hablar sobre ese aspecto de su vida personal con sus fans. Lil Peep simplemente dijo: "Sí, soy bisexual". Luego siguió la publicación preguntándoles a sus fans si alguno quería un beso. Después de declararse bisexual, se enfrentaba regularmente a homófobos en Twitter. También fue colaborador conocido de iLoveMakonnen, un artista de grabación abiertamente gay cuya música también difumina la línea entre el rap y el rock.
Comenzó a salir con la actriz y cantante Bella Thorne en septiembre de 2017. Poco después de lanzar su álbum debut, se vio a los dos besándose. Mientras estaba en la gira Come Over When You're Sober, Pt. 1, Gustav conoció y comenzó a salir con la influencer de Instagram Arzaylea Rodríguez en el momento de su muerte en noviembre.
Siempre habló activamente sobre sus problemas con la depresión, la ansiedad y el abuso de sustancias y afirmó que creía seriamente que tenía trastorno bipolar. Además del consumo de drogas, Gustav luchó con impulsos suicidas que se remontan a su adolescencia. En la canción "OMFG" de su innovador mixtape Hellboy, Lil Peep habló sobre querer suicidarse. Durante una entrevista, se le preguntó si tenía tendencias suicidas. Lil Peep respondió: "Sí, es grave. Sufro de depresión y algunos días me despierto y digo: Joder, desearía no despertarme. Esa fue parte de la razón por la que me mudé a California, tratando de alejarme del lugar que me estaba haciendo eso, y de la gente con la que estaba. Continuó: Me di cuenta de que era solo yo, es un desequilibrio químico en mi cerebro. Algunos días estaré muy deprimido y fuera, pero no podrás decirlo, de verdad, porque no expreso ese lado de mí mismo en las redes sociales. Ese es el lado de mí mismo que expreso a través de la música. Ese es mi canal para dejar salir toda esa mierda. "Afirma que la franqueza con la que habló sobre las dificultades en su vida lo llevó a una intensa conexión con sus fans a través de su música. En una entrevista con The Times, Lil Peep declaró: "Me dicen que les salvó la vida. Dicen que les impedí suicidarse, lo cual es algo hermoso... Es genial para mí escucharlo. Ayuda. Me impulsa, porque la música también me salvó la vida". Gustav no estaba medicado para la depresión. Si bien los que lo rodeaban insistieron, él no quiso y optó por fumar marihuana y cualquier otra droga que se le presentara. En su última entrevista antes de su muerte con Zane Lowe, Peep confesó que su depresión empeoraba diciendo "Las cosas simplemente empeoran. Las cosas ya empeoran y empeoran cada día". Lil Peep hacía referencia regularmente a las adicciones a la cocaína, al éxtasis y Xanax en sus letras y publicaciones en las redes sociales, donde se describió a sí mismo como un adicto y aconsejó a su audiencia que evitara el consumo de drogas.
Gustav tenía una relación cercana con su madre, llegando a tatuarse sus iniciales y su cumpleaños en su brazo como su primer tatuaje a la edad de catorce años. Tocó el trombón y la tuba y expresó su interés por la música y la moda desde muy joven. En el momento de su muerte, residía en Portobello Road, Londres con su amigo y colaborador cercano, Bexey y su productor Smokeasac. La medida fue provocada por la necesidad de Peep de escapar de sus circunstancias y de su entonces colectivo GOTHBOICLIQUE.

## Fallecimiento
Lil Peep falleció el 15 de noviembre de 2017 a la edad de 21 años debido a una intoxicación por diversas drogas. Su representante, Chase Ortega, había confirmado su muerte el miércoles por la noche, en un tuit en el que decía que "llevaba un año esperando esta llamada". Fue encontrado muerto en el autobús que lo conduciría a una presentación que iba a llevar a cabo esa noche en Tucson (Arizona). El 8 de diciembre, los médicos forenses del Condado de Pima dieron a conocer los detalles de un informe toxicológico que certifica que la causa de su fallecimiento fue una sobredosis, debida a los efectos de los analgésicos y al Alprazolam. Los análisis de sangre dieron positivo en marihuana, cocaína, fentanilo y Alprazolam. Las pruebas de orina también mostraban la presencia de múltiples analgésicos poderosos, como la Hidrocodona, Hidromorfona, y Oximorfona. 
En una serie de publicaciones de Instagram en las horas previas a su muerte, afirmó haber ingerido hongos alucinógenos y marihuana. En otra publicación, afirmó haber consumido seis píldoras de Alprazolam después de subir una foto que mostraba el consumo de estas pastillas. Luego publicó: "Cuando muera, me amarás".
Varios de sus amigos comentaron que, durante la gira que realizaba el rapero en los Estados Unidos, los Xanax que consumió la noche de su fallecimiento no tenían un aspecto normal, estos estaban cortados con fentanilo entre otras sustancias. 
En los días posteriores a su muerte, un informe policial reveló que Gustav había tomado una siesta alrededor de las 5:45 p. m. antes del concierto. Su gerente lo revisó dos veces, encontrándolo durmiendo, pero no pudo despertarlo. Cuando fue a revisarlo por tercera vez no respiraba, por lo cual realizó maniobras de reanimación antes de que llegaran los médicos, y fue declarado muerto.[cita requerida]

### Tributos
Numerosos artistas en la industria de la música homenajearon a Gustav después de su muerte, incluyendo Diplo, Post Malone, Pete Wentz, Marshmello, Zane Lowe, ASAP Nast, Charli XCX, Rich Brian, Playboi Carti, Lil Uzi Vert, Bella Thorne, Sam Smith, Lil Yachty, Lil B, Lil Xan, Travis Barker, Ty Dolla Sign, Lil Pump, XXXTentacion, Suicideboys, Ghostemane, Ski Mask the Slump God, 6ix9ine, Lil Skies, Trippie Redd, Lil Tracy, Mark Ronson, ILoveMakonnen y Brennan Savage este último en honor a que Gustav fue su amigo de la infancia compuso la canción "Reflection" dirigida por Killstation. Good Charlotte también honró a Lil Peep con su actuación de "Awful Things" que fue mostrada en su memorial en Long Beach, el 2 de diciembre de 2017 en Nueva York. Three Days Grace hizo tributo publicando un vídeo en Instagram y Twitter de un remix de la canción "Witchblades" de Lil Peep con Lil Tracy. También el cantante y rapero oriundo de Nueva York, Post Malone, compartió el 25 de noviembre de 2017 un nuevo tatuaje en su brazo izquierdo en el cual se puede observar la cara del difunto. El 19 de junio de 2018, el rapero Juice WRLD lanzó un EP de dos canciones titulado "Too Soon...", en honor a Gustav y a su colega también recientemente fallecido XXXTentacion. The 1975 homenajeó al artista en su tema "Love It If We Made It", en el que le dedica los versos: "Rest in peace Lil Peep/the poetry is in the streets". Gustav Åhr fue cremado en Huntington Station (Nueva York). 
En 2019, Lil Xan difundió un vídeo en redes sociales donde se le ve cantando la canción “Star Shopping”. Ese mismo año, Machine Gun Kelly compartió un vídeo en redes sociales donde se le aprecia cantando la canción "Walk Away As The Door Slams" (canción en colaboración con Lil Tracy), vídeo que fue compartido en la cuenta oficial de Lil Peep.

## Filmografía
| Año  | Título                 | Papel                          | Ref.  |
| ---- | ---------------------- | ------------------------------ | ----- |
| 2019 | Everybody's Everything | Él mismo (material de archivo) | [ 9 ] |

## Discografía
- Come Over When You're Sober, Pt. 1 (2017)
- Come Over When You're Sober, Pt. 2 (2018)

## Giras
- Come Over When You're Sober Tour (2017)[10]

### Redes sociales
- Página web oficial
- Lil Peep en Facebook
- Lil Peep en X (antes Twitter)
- Lil Peep en Instagram
- Lil Peep en SoundCloud
- Lil Peep en Spotify
- Lil Peep en YouTube.

- Datos: Q29388200
- Multimedia: Lil Peep / Q29388200